# Третов, Майкл
Майкл Третов (швед. Michael B. Tretow; 20 августа 1944, Norrköping's Östra Eneby parish — 20 мая 2025, Stockholms Gustav Vasa, Стокгольм) — шведский инженер звукозаписи и продюсер. Наиболее известен по работе с группой ABBA.

## Биография
В юности Майкл экспериментировал с записью в своей комнате. Он пробовал записывать и монтировать свои собственные песни, где он сам пел и играл на всех инструментах.
Эти первые опыты не имели большого успеха, но позднее он нашёл работу в Metronome Studio в Стокгольме. В 1970-е годы он начал работать с Бьёрном и Бенни и мог работать часами добиваясь от оборудования того звука, который был нужен композиторам.
Для группы ABBA он был бесценной находкой, ибо не только обеспечивал высочайшее качество звука, но и постоянно экспериментировал с оборудованием, чтобы найти ещё лучшее решение или звуковой эффект.
После распада группы АББА он работал со многими другими известными исполнителями, а также писал музыку для кино. В 1990-х годах он также занимался ремастерингом и восстановлением записей АББА.
12 сентября 1976 года у него родилась дочь София.
Умер 20 мая 2025 года в возрасте 80 лет.

## Дискография

### Как исполнитель
- Mikael & Michael (1966, с Mikael Ramel)
- Let’s boogie (1976)
- Michael B. Tretow (1982)
- Tomteland (1985)
- Den makalösa manicken (1986, под псевдонимом Professorn)
- Trafik-Trolle (начало 1980-х)
- Caramba (1981, с Ted Gärdestad)
- Hystereo Hi-lites (1989)
- Greatest Hits (1999)

### Как продюсер
- Lena Andersson: Det Bästa Som Finns (1977)
- ABBA: Gracias Por La Música (1980)
- ABBA: ABBA Live (1986)
- Big Money: Lost In Hollywood (1992)
- Big Money: Moonraker (1994)

### Как инженер
- Björn & Benny: Lycka (1970)
- Лена Андерссон: Lena 15 (1971)
- Лена Андерссон: Lena (1971)
- Ted Gärdestad: Undringar (1972)
- Lena Andersson: 12 Nya Visor (1972)
- Björn & Benny, Agnetha & Frida (ABBA): Ring Ring (1972—1973)
- Ted Gärdestad: Ted (1973)
- Svenne & Lotta: Oldies But Goodies (1973)
- ABBA (Björn & Benny, Agnetha & Frida): Waterloo (1974)
- Ted Gärdestad: Upptåg (1974)
- Svenne & Lotta: 2/Bang-A-Boomerang (1975, инженер и сопродюсер)
- ABBA: ABBA (1975)
- ABBA: Greatest Hits (1975—1976)
- Анни-Фрид Лингстад: Frida ensam (1975)
- ABBA: Arrival (1976)
- Ted Gärdestad: Franska Kort (1976, инженер и сопродюсер)
- Svenne & Lotta: Letters (1976, инженер и сопродюсер)
- ABBA: The Album (1977)
- ABBA: Voulez-Vous (1979)
- ABBA: Greatest Hits Vol. 2 (1979)
- ABBA: Super Trouper (1980)
- Ted Gärdestad: I’d Rather Write a Symphony (1980, инженер и сопродюсер)
- Agnetha & Linda: Nu Tändas Tusen Juleljus (1980/1981, инженер и сопродюсер)
- ABBA: The Visitors (1981)
- Ted Gärdestad: Stormvarning (1981, инженер и сопродюсер)
- ABBA: The Singles: The First Ten Years (1982)
- Агнета Фельтског: Wrap Your Arms Around Me (1983)
- Мюзикл Chess (1984)
- Агнета Фельтског: Eyes of a Woman (1985)
- Gemini: Gemini (1985)
- Agnetha & Christian: Kom Följ Med I Vår Karusell (1987, инженер и сопродюсер)
- Gemini: Geminism (1987)
- ABBA: ABBA Gold: Greatest Hits (1992)
- ABBA: More ABBA Gold: More ABBA Hits (1993)
- ABBA: Thank You For The Music (1994)
- Агнета Фельтског: My Colouring Book (2004)